# Éruption volcanique à la Martinique
Pour plus de détails, voir Fiche technique et Distribution.
Éruption volcanique à la Martinique est un court métrage de Georges Méliès sorti en 1902 au début du cinéma muet ; il est considéré comme perdu.

## Synopsis
Ce film de 1 minute relate l'éruption de la montagne Pelée en 1902 : la Montagne Pelée domine la ville de Saint-Pierre ; feu et fumée montent du cratère, puis la lave commence à dévaler les pentes de la montagne, et la ville est engloutie par la fumée et les flammes. 
C'est une actualité reconstituée en studio, en faisant brûler un feu de Bengale, « un mélange de magnésium, de zinc, de limaille de fer, de poudre de charbon de bois, de nitrate de potassium et de fleur de soufre », au sommet d'une maquette représentant la montagne Pelée ; deux photographies de plateau en sont conservées,.

## Fiche technique
- Réalisateur et producteur : Georges Méliès
- Sociétés de production : Georges Méliès et Star Film
- Format : Muet - Noir et blanc
- Pays d'origine : France
- Durée : 1 minute
- Année de sortie : 1902